# Piare Bonaud
Piare Bonaud o Pierre Bonnaud (Chamalières, Alvèrnia, 1931 - Cebasac, Alvèrnia, 2023) és un universitari francès, antic professor de geografia a la Universitat Blaise Pascal de Clarmont d'Alvèrnia.
Interessat per l'occità, participà activament en la difusió de la norma clàssica de l'occità al nord d'Occitània. A començament dels anys 1970, però, canvià la seva orientació i defensà el secessionisme lingüístic de l'alvernès respecte de l'occità dins del grup Cercle Tèrra d'Auvèrnhe (CTA), que impulsà l'edició del Nouveau Dictionnaire général français-auvergnat i de la Grammaire générale de l'auvergnat à l'usage des arvernisants, base de l'anomenada norma bonaudiana, que es van difondre via la revista Bïzà Neirà.
D'origen saintongès per part de pare, es va interessar pel poiteví-saintongès, del qual en va divulgar el nom a la SEFCO (Société d'Etudes Folkloriques du Centre-Ouest) des de la primeria dels anys 1970. A començ dels anys 1980 proposà un sistema ortogràfic pel poiteví-saintongès, adaptació del que havia proposat per a l'alvernès en la norma bonaudiana.

## Obres
- Sobre l'alvernès:
  - Los limits regionaus de França. Un problèma d'ensems Arxivat 2014-12-05 a Wayback Machine. a Obradors 1, gener de 1969
  - Nouveau dictionnaire général français-auvergnat, Éditions Créer, 1999, ISBN 9782909797328
  - De l'Auvergne, Éditions Créer, 2003, ISBN 9782848190013
- Sobre el poiteví-saintongès
  - A propos d'une thèse de dialectologie : les problèmes de peuplement du centre de la France a la revista Norois, gener-març de 1969
  - Correspondances phonétiques morphologiques et lexicales entre le poitevin-saintongeais et l'occitan, al número especial de la revista Aguiaine de setembre de 1972
  - Deux livres, un combat, a la revista Aguiaine, setembre-octubre de 1973
  - Michel Gautier ou la naissance d'une littérature, a la revista Aguiaine, gener-febrer de 1975
  - Pour une graphie adaptée aux caractéristiques de notre langue a la revista Aguiaine (1982)
  - Regards sur le Centre-Ouest, observations, notes et questionnements, obra col·lectiva dirigida per ell a la revista Médioromanie, núm. 5, de 2006